# Paraguay en la Copa Mundial de Fútbol de 1958
Equipo de la selección de Fútbol que representó a Paraguay en la Copa Mundial de fútbol durante el campeonato celebrado en Suecia en 1958.

## Clasificación
| Pos. | Equipo   | Pts. | PJ | G | E | P | GF | GC | Dif. | Clasificación             |     | PAR | URU | COL |
| ---- | -------- | ---- | -- | - | - | - | -- | -- | ---- | ------------------------- | --- | --- | --- | --- |
| 1    | Paraguay | 9    | 4  | 3 | 0 | 1 | 11 | 4  | +7   | Clasificado a Suecia 1958 |     | —   | 5–0 | 3–0 |
| 2    | Uruguay  | 7    | 4  | 2 | 1 | 1 | 4  | 6  | −2   |                           |     | 2–0 | —   | 1–0 |
| 3    | Colombia | 1    | 4  | 0 | 1 | 3 | 3  | 8  | −5   |                           | 2–3 | 1–1 | —   |     |

 Fuente: FIFA

## Jugadores
Datos corresponden a situación previo al inicio del torneo
| No. | Pos. | Jugador                | Fecha de nacimiento (edad)   | Apa. | Goles | Club             |
| --- | ---- | ---------------------- | ---------------------------- | ---- | ----- | ---------------- |
| 1   | POR  | Ramón Mayeregger       | 8 de junio de 1958 (22 años) | 0    |       | Nacional         |
| 2   | DEF  | Edelmiro Arévalo       | 8 de junio de 1958 (29 años) | 0    |       | Olimpia          |
| 3   | MED  | Juan Lezcano           | 8 de junio de 1958 (21 años) | ?    |       | Olimpia          |
| 4   | DEF  | Ignacio Achúcarro      | 8 de junio de 1958 (21 años) | 0    |       | Olimpia          |
| 5   | MED  | Salvador Villalba      | 8 de junio de 1958 (33 años) | 0    |       | Libertad         |
| 6   | DEF  | Eligio Echagüe         | 8 de junio de 1958 (19 años) | 0    |       | Olimpia          |
| 7   | DEL  | Juan Bautista Agüero   | 8 de junio de 1958 (22 años) | 0    |       | Olimpia          |
| 8   | DEL  | José Parodi            | 8 de junio de 1958 (25 años) | 0    |       | Sportivo Luqueño |
| 9   | DEL  | Jorge Romero Santacruz | 8 de junio de 1958 (20 años) | 0    |       | Sol de América   |
| 10  | DEL  | Oscar Aguilera         | 8 de junio de 1958 (23 años) | ?    |       | Olimpia          |
| 11  | DEL  | Florencio Amarilla     | 8 de junio de 1958 (23 años) | 0    |       | Nacional         |
| 12  | POR  | Samuel Aguilar         | 8 de junio de 1958 (25 años) | 0    |       | Libertad         |
| 13  | DEF  | Luis Gini              | 8 de junio de 1958 (22 años) | ?    |       | Sol de América   |
| 14  | DEF  | Darío Segovia          | 8 de junio de 1958 (26 años) | ?    |       | Sol de América   |
| 15  | MED  | Luis Santos Silva      |                              | ?    |       | Cerro Porteño    |
| 16  | DEL  | Claudio Lezcano        |                              | 0    |       | Olimpia          |
| 17  | DEF  | Agustín Miranda        | 8 de junio de 1958 (28 años) | 0    |       | Cerro Porteño    |
| 18  | DEL  | Gilberto Penayo        | 8 de junio de 1958 (25 años) | 0    |       | Sol de América   |
| 19  | DEL  | Eliseo Insfrán         | 8 de junio de 1958 (22 años) | 0    |       | Guaraní          |
| 20  | DEL  | José Raúl Aveiro       | 8 de junio de 1958 (21 años) | ?    |       | Sportivo Luqueño |
| 21  | DEL  | Cayetano Ré            | 8 de junio de 1958 (20 años) | 0    |       | Cerro Porteño    |
| 22  | DEL  | Eligio Insfrán         | 8 de junio de 1958 (22 años) | ?    |       | Guaraní          |

## Participación

### Grupo 2
| Equipo     | Pts | PJ | PG | PE | PP | GF | GC | Dif |
| ---------- | --- | -- | -- | -- | -- | -- | -- | --- |
| Francia    | 4   | 3  | 2  | 0  | 1  | 11 | 7  | 4   |
| Yugoslavia | 4   | 3  | 1  | 2  | 0  | 7  | 6  | 1   |
| Paraguay   | 3   | 3  | 1  | 1  | 1  | 9  | 12 | -3  |
| Escocia    | 1   | 3  | 0  | 1  | 2  | 4  | 6  | -2  |

| 8 de junio de 1958, 19:00 | Francia                                                                        | 7:3 (2:2) | Paraguay                              | Iddrotsparken, Norrköping                                             |                                                                       |
|                           | Fontaine 24', 30', 67' · Piantoni 52' · Wisnieski 61' · Kopa 70' · Vincent 83' | Reporte   | Amarilla 20', 44' (pen.) · Romero 50' | Asistencia: 16.500 espectadores Árbitro(s): Juan Gardeazabal (España) | Asistencia: 16.500 espectadores Árbitro(s): Juan Gardeazabal (España) |

| 11 de junio de 1958, 19:00 | Paraguay                        | 3:2 (2:1) | Escocia                 | Iddrotsparken, Norrköping                                               |                                                                         |
|                            | Agüero 4' · Ré 45' · Parodi 73' | Reporte   | Mudie 24' · Collins 76' | Asistencia: 12.000 espectadores Árbitro(s): Vincenzo Orlandini (Italia) | Asistencia: 12.000 espectadores Árbitro(s): Vincenzo Orlandini (Italia) |

| 15 de junio de 1958, 19:00 | Paraguay                             | 3:3 (1:2) | Yugoslavia                                    | Tunavallen, Eskilstuna                                                    |                                                                           |
|                            | Parodi 20' · Agüero 49' · Romero 80' | Reporte   | Ognjanović 12' · Veselinović 29' · Rajkov 73' | Asistencia: 12.000 espectadores Árbitro(s): Martin Macko (Checoslovaquia) | Asistencia: 12.000 espectadores Árbitro(s): Martin Macko (Checoslovaquia) |